# 바바라 니벤

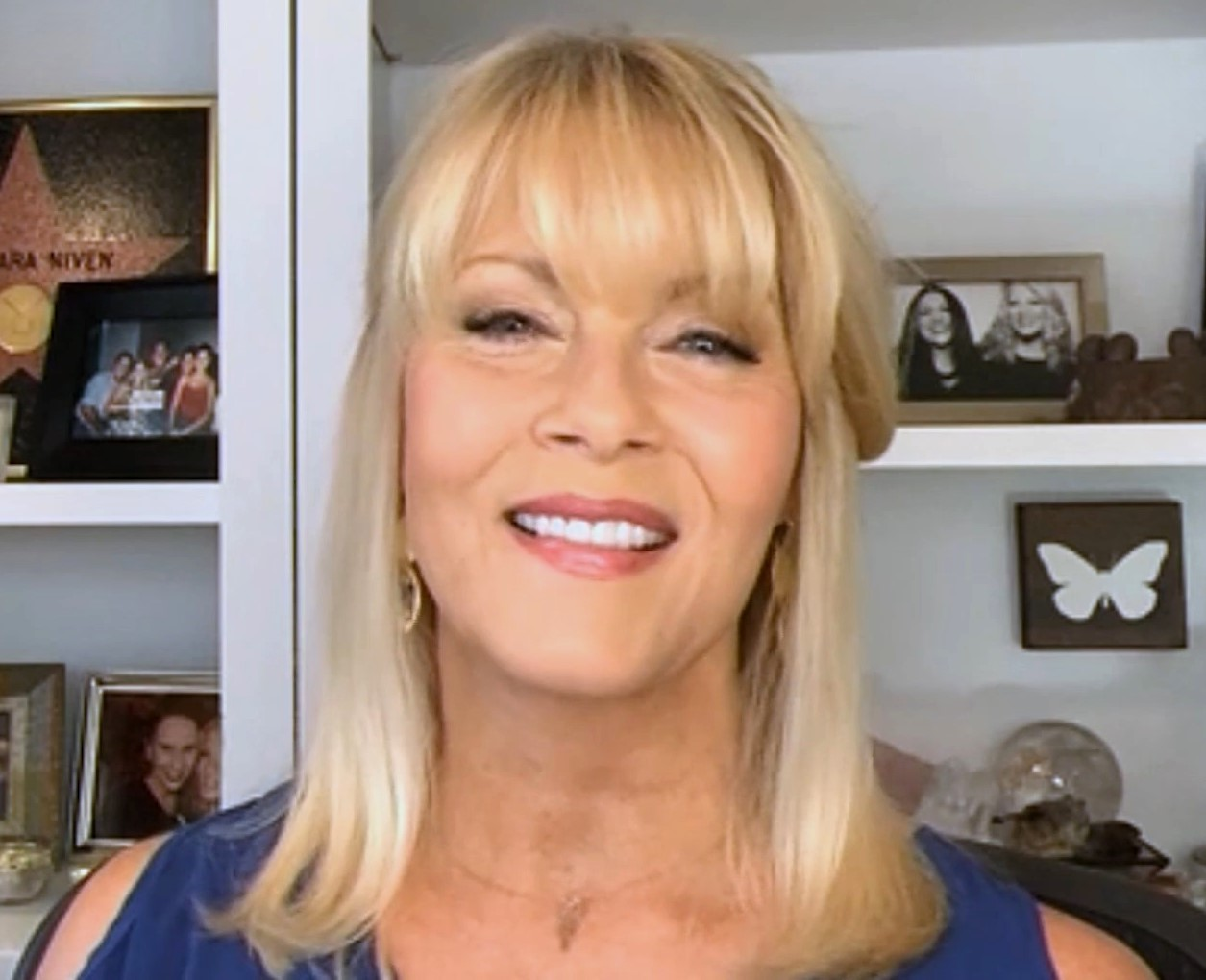

바버라 니번(Barbara Niven, 1953년 2월 26일 ~ )은 미국의 배우이다.
포틀랜드에서 태어났다.

## 출연 작품
- 햄릿 고스트 (2015년)
- 서버번 고딕 (2014년)
- 빙 어스 (2013년) - 줄리 역
- 메스 헤드 (2013년)
- 게이브 더 큐피드 도그 (2012년)
- Home Invasion (2012) - 트리샤 역
- 퍼펙트 엔딩 (2012년)
- 안티-나르코틱스 (2009년)
- 히트 웨이브 (2009년)
- 17인의 피고인 (2009년)
- 썸머스 블러드 (2009년)
- 데드 앳 17 (2008년)
- 어 발렌타인 캐롤 (2007년) - 재키 역
- 데스 드라이브 (2007년) - 샐리 마틴 역
- 더블 크로스 (2006년)
- 머더 인 마이 하우스 (2006년)
- 스트레인저 인 마이 베드 (2005년)
- 체이싱 고스트 (2005년)
- 더 드론 바이러스 (2004년) - 슬론 박사 역
- 타이거 크루즈 (2004, Tiger Cruise)
- 캐롤 크리스마스 (2003년)
- 본 배드 (1999년)
- 랫 팩 (1998년)
- 에이리언 몬스터 (1998, I Married a Monster)
- 라디오 액터 (1996년)
- 폭스파이어 (1996년)
- 원죄적 본능 3 (1996년)
- 폐쇄 구역 (1995년)
- 분노의 장미 (1995년)
- 싸이코 캅 2 (1993년)
- 배신의 욕망 (1993년) - 패멀라 레이비 역
- 청부 살인 (1991년)
- 페이탈 인카운터 (1990년)

### 텔레비전
- 비앤비 (1996)
- 원 라이프 투 리브 (2002-03)
- NCIS (2005) - 일레인 번스 역
- 일라이 스톤 (2008)
- 시더 코브 (2013-15, Cedar Cove)